# Anton Szandor LaVey
Anton Szandor LaVey, vlastním jménem Howard Stanton Levey, (11. dubna 1930 Chicago – 29. října 1997 San Francisco) byl zakladatelem a veleknězem Církve Satanovy, autorem Satanské bible a mnoha dalších knih a zakladatelem náboženství či spíše životní filozofie známé jako LaVeyův satanismus. V roce 1952 se mu narodila dcera Karla LaVey, jež dnes pokračuje v jeho díle.